# Jean Cantacuzène (despote)
Pour les articles homonymes, voir Jean Cantacuzène (homonymie).
Jean Cantacuzène (grec Ἱωάννης Καντακουζηνός ; v. 1342 – après 1380) était un prince byzantin.
Jean est une figure obscure. Né vers 1342, il était le fils aîné de Mathieu Cantacuzène, co-empereur de l'Empire byzantin en 1353–1357, et Irène Paléologue. Après l'abdication de Mathieu en décembre 1357, Jean V Paléologue, devenu seul empereur, éleva Jean au rang suprême de despote,.
On sait peu de choses de Jean Cantacuzène par la suite : en 1361, il se rendit en Morée, où il est de nouveau mentionné vers 1380 comme donateur d'une icône de la Théotokos, actuellement dans l'église San Samuele à Venise,.

## Sources
- Guilland, Rodolphe. Recherches sur l'histoire administrative de l'Empire byzantin : Le despote, δεσπότης, 1959. Revue des études byzantines, volume 17, p. 52–89.
- Trapp, Erich ; Walther, Rainer ; Beyer, Hans-Veit & Sturm-Schnabl, Katja. Καντακουζηνός Ἱωάννης, Prosopographisches Lexikon der Palaiologenzeit, 1981, Verlag der Österreichischen Akademie der Wissenschaften, volume 5, Vienne.